# Česká volejbalová extraliga žen 2005/2006
Česká volejbalová extraliga žen 2005/06 se hrála jako nejvyšší ženská volejbalová soutěž v České republice v sezoně 2005/2006 za účasti 10 družstev. Hlavním sponzorem byla firma ArginMax.

## Závěrečné zápasy

### O udržení v extralize
Hrálo se na tři vítězství, PVK Precheza Přerov v poměru 3:1 porazila družstvo VK Moravská Slavia Brno:
- 1. dubna 2006 17:00 MS Brno – Přerov  2:3 (-9, 22, 18, -20, -14)
- 2. dubna 2006 17:00 MS Brno – Přerov  0:3 (-22, -13, -18)
- 8. dubna 2006 18:00 Přerov – MS Brno  1:3 (-21, 20, -14, -21)
- 9. dubna 2006 18:00 Přerov – MS Brno  3:2 (15, -23, 18, -18, 9)
- 12. dubna 2006 17:00 MS Brno – Přerov

### O 3. místo
Hrálo se na dvě vítězná utkání, PVK Olymp Praha v poměru 2:0 porazil TJ Sokol Frýdek-Místek:
- 22. dubna 2006 Olymp Praha – Sokol Frýdek-Místek 3:2 (22, 22, -25, -23, 4)
- 26. dubna 2006 Sokol Frýdek-Místek – Olymp Praha 0:3 (-18, -22, -21)

### Finále
Hrálo se na tři vítězná utkání, VK Královo Pole Brno v poměru 3:1 porazil družstvo SK Slavia Praha:
- 14. dubna 2006 KP Brno – Slavia Praha 3:1 (11, -19, 19, 16)
- 19. dubna 2006 Slavia Praha – KP Brno 3:1 (17,-22,15,16)
- 23. dubna 2006 KP Brno – Slavia Praha 3:0 (23,18,23)
- 26. dubna 2006 Slavia Praha – KP Brno 2:3 (21,-21,-24,14,-12)

## Konečné pořadí
Konečné pořadí ArginMax volejbalové extraligy žen 2005/06:
| Pořadí | Tým                    |
| ------ | ---------------------- |
| 1.     | VK Královo Pole Brno   |
| 2.     | SK Slavia Praha        |
| 3.     | PVK Olymp Praha        |
| 4.     | TJ Sokol Frýdek-Místek |
| 5.     | TJ Mittal Ostrava      |
| 6.     | VK TU Liberec          |
| 7.     | SK UP Olomouc          |
| 8.     | PVK Precheza Přerov    |

Po vítězství v baráži 3:1 na zápasy nad VK Moravská Slavia Brno se PVK Přerov udržel ve volejbalové extralize žen.